# Doudou N'diaye Rose
Doudou N'Diaye Rose, pseudonimo di Mamadou N'Diaye (Dakar, 28 luglio 1930 – Dakar, 19 agosto 2015), è stato un percussionista senegalese.
È noto per aver diffuso la fama del Sabar, uno dei più importanti strumenti musicali dell'etnia Wolof. Tra i suoi "discepoli" ha avuto l'artista italiano Bruno Genèro.